# Al Shabab Al Arabi Club 2003-2004
Questa voce raccoglie le informazioni riguardanti l'Al Shabab Al Arabi Club nelle competizioni ufficiali della stagione 2003-2004.

## Risultati Coppe
- UAE Football League:3º posto
- Coppa del Presidente: semi-finale

## Rosa
| N. |                                | Ruolo | Calciatore         |
| -- | ------------------------------ | ----- | ------------------ |
| 1  | Emirati Arabi Uniti (bandiera) | P     | Hassan Al Sahli    |
| 2  | Emirati Arabi Uniti (bandiera) | D     | Mohammed Awad      |
| 4  | Emirati Arabi Uniti (bandiera) | D     | Abdalazez Al Azmi  |
| 5  | Emirati Arabi Uniti (bandiera) | D     | Ali Nader          |
| 8  | Brasile (bandiera)             | C     | Lindomar           |
| 11 | Emirati Arabi Uniti (bandiera) | C     | Saad Bani          |
| 27 | Burkina Faso (bandiera)        | A     | Moctar Ouédraogo   |
| 28 | Emirati Arabi Uniti (bandiera) | C     | Al-Mutairi         |
| 35 | Emirati Arabi Uniti (bandiera) | C     | Ali Saraj          |
| 7  | Emirati Arabi Uniti (bandiera) | D     | Abdullah Al Armali |

| N. |                                | Ruolo | Calciatore        |
| -- | ------------------------------ | ----- | ----------------- |
| 9  | Emirati Arabi Uniti (bandiera) | D     | Ali Farhan        |
| 10 | Emirati Arabi Uniti (bandiera) | D     | Ghazi Al Otaibi   |
| 45 | Emirati Arabi Uniti (bandiera) | D     | Nawaf Jawad       |
| 46 | Emirati Arabi Uniti (bandiera) | D     | Saud Al Hajri     |
| 50 | Emirati Arabi Uniti (bandiera) | D     | Yaqoub Yousef     |
| 89 | Libia (bandiera)               | D     | Ahmed al Tawerghi |
| 77 | Marocco (bandiera)             | C     | Zakaria Harakat   |
| 33 | Emirati Arabi Uniti (bandiera) | A     | Mohammad Rakan    |
| 24 | Giordania (bandiera)           | C     | Mohammad Khair    |

## Calciomercato

### Sessione estiva(dall'1/7 all'1/9)
| Acquisti | Acquisti | Acquisti | Acquisti   |
| R.       | Nome     | da       | Modalità   |
| -------- | -------- | -------- | ---------- |
| C        | Lindomar | Gama     | definitivo |

| Cessioni | Cessioni     | Cessioni            | Cessioni   |
| R.       | Nome         | a                   | Modalità   |
| -------- | ------------ | ------------------- | ---------- |
| A        | Arthur Moses | Olympique Marsiglia | definitivo |